# 藤田保健衛生大学短期大学
藤田保健衛生大学短期大学（ふじたほけんえいせいだいがくたんきだいがく、英語: Fujita Health University College）は、愛知県豊明市沓掛町田楽ヶ窪1番地98に本部を置いていた日本の私立大学である。1966年に設置され、2010年に廃止された。

## 概観

### 大学全体
- 愛知県豊明市に所在した日本の私立短期大学で、設置主体は学校法人藤田学園[注 1]
- 1966年に名古屋衛生技術短期大学として開学。元々は、大学に先駆けて独立の短大として設置されていたが、大学が併設されたことで併設型となる。学科の増設により一時期2学科と専攻科1専攻となる。
- 2007年度の入学生を最後に[注釈 2]、2010年に短期大学としての使命を終える[注釈 3]

### 建学の精神（校訓・理念・学是）
- 藤田保健衛生大学短期大学における建学の精神は「独創一理」となっていた。

### 教育および研究
- 藤田保健衛生大学短期大学における教育
  - 衛生技術科：臨床検査技師を育成する学科。40年以上の歴史を有する伝統ある学科であった。
  - 医療情報技術科：病院の事務職員として勤務するのに必要な知識や教養を身につけることがねらいの、全国でも珍しい学科であった。医療情報英語・病院管理学・介護請求事務などの科目のほか病院実習もあった。診療情報管理士・2級メディカルクラークなどの資格取得に力を入れていた。

### 学風および特色
- 藤田保健衛生大学短期大学は臨床検査技師を育成する短大として1966年に日本で初めて創設された。そのため、臨床検査教育には長い歴史があった。
- 「われら弱き人びとへの無限の同情心もて、かたときも自己に驕ることなく医を学ばん」といった教育の基本的姿勢を重視していた。
- 大学との交流も盛んであった。

## 沿革
- 1964年
  - 9月24日 学校法人が成立する[7]。
- 1966年
  - 1月25日 左記を以て文部省[注 2]より短期大学の設置が認可される[8]。
  - 4月1日 名古屋衛生技術短期大学（なごやえいせいぎじゅつたんきだいがく）が以下の学科体制にて開学[注 3]。
    - 衛生技術科 入学定員100名[注 4]

  - 5月1日 学生数[12]/定員
    - 衛生技術科 221[注 5]/100
- 1967年
  - 4月1日 衛生技術科の入学定員を100→150に増員[注 6]。
  - 5月1日 学生数[15]/定員
    - 衛生技術科 408[注 7]/250
- 1968年
  - 5月1日 学生数[16]/定員
    - 衛生技術科 422[注 8]/300
- 1975年
  - 4月1日 衛生技術科の修業年限を2年制から3年制に延長し、なおかつ入学定員を150→100に減員[注 9]。
  - 5月1日 学生数[20]/定員
    - 衛生技術科 378[注 10]/250
- 1976年
  - 5月1日 学生数[21]/定員
    - 衛生技術科 382[注 11]/200
- 1977年
  - 5月1日 学生数[22]/定員
    - 衛生技術科 569[注 12]/300
- 1984年
  - 6月1日 藤田学園衛生技術短期大学と改称[注 13]。
  - 12月27日 専攻科の設置が認められ、以下の課程を設ける[注 14]
- 1985年
  - 5月1日 学生数[27]/定員
    - 衛生技術科 362[注 15]/300
- 1986年
  - 5月1日 学生数[28]/定員
    - 衛生技術科 364[注 16]/300
- 1987年
  - 5月1日 学生数[29]/定員
    - 衛生技術科 364[注 17]/300
- 1991年
  - 4月1日 藤田保健衛生大学短期大学と改称[注 18]。
  - 5月1日 学生数[32]/定員
    - 衛生技術科 360[注 19]/300
- 1992年
  - 5月1日 学生数[注 20]/定員
    - 衛生技術科 363[注 21]/300
- 1993年
  - 4月1日 専攻科の設置が認められ、以下の課程を設ける[注 22]。
    - 臨床工学技術専攻 入学定員20名[注 23]
- 1996年
  - 4月1日 以下の学科を増設する[37]。
    - 医療情報技術科 入学定員65名

  - 5月1日 学生数[38]/定員
    - 衛生技術科 352[注釈 4]/300
    - 医療情報技術科 75[注 24]/65
- 1997年
  - 5月1日 学生数[39]/定員
    - 衛生技術科 353[注釈 4]/300
    - 医療情報技術科 149[注 25]/130
- 1998年
  - 5月1日 学生数[40]/定員
    - 衛生技術科 359[注 26]/300
    - 医療情報技術科 218[注釈 4]/195
- 1999年
  - 5月1日 学生数[41]/定員
    - 衛生技術科 377[注 27]/300
    - 医療情報技術科 216[注釈 4]/195
- 2004年
  - 4月1日 衛生技術科の入学定員を100→80に減員[注 28]。
- 2007年
  - 4月1日 この年度で短期大学としての学生募集を最終とする[注釈 2]。
- 2010年
  - 5月21日 左記をもって正式に廃止となる[注釈 3]。

## 基礎データ

### 所在地
- 愛知県豊明市沓掛町田楽ヶ窪1番地98[注釈 1]

### 当時の交通アクセス
- 最寄りのバス停留所は「藤田保健衛生大学病院」であったが、以下の各駅からのバスがあった。
  - 名鉄名古屋本線前後駅より名鉄バス
  - 名古屋市営地下鉄桜通線徳重駅より名古屋市営バスまたは名鉄バス
  - 名古屋市営地下鉄桜通線鳴子北駅より名古屋市営バス
  - 名古屋市営地下鉄鶴舞線原駅より名古屋市営バス
  - 名古屋市営地下鉄鶴舞線赤池駅より名鉄バス
  - 豊明市コミュニティバス ひまわりバス・「藤田保健衛生大学病院」バス停（名鉄バスの委託運行）

### 象徴
- 詳細は右記資料を参照のこと[44]。

## 教育および研究

### 組織

#### 学科
- 衛生技術科 入学定員80名[注釈 5]
- 医療情報技術科 入学定員65名[注釈 5]

#### 専攻科
- 臨床工学技術専攻 入学定員20名[注 29]
  - 大学評価・学位授与機構に認定されていた。
- 衛生技術専攻 入学定員20名[注 30]

#### 別科
- なし

##### 取得資格について
受験資格
- 臨床検査技師：衛生技術科
- 臨床工学技士：専攻科臨床工学技術専攻

### 研究
- 『医学領域の諸現象の数理モデルとその解析』[51]

### 教育
- 特色ある大学教育支援プログラム
  - 「実践力と創造力を体得する学際的卒業研究」において2004年採択されていた。

## 学生生活

### 部活動・クラブ活動・サークル活動
- 藤田保健衛生大学短期大学には、短期大学独自のクラブとして微生物学研究部・解剖学研究部・疾患モデル研究部などがあった。

### 学園祭
- 藤田保健衛生大学短期大学の学園祭は大学と合同で、概ね毎年10月下旬に行われていた。

## 大学関係者と組織

### 大学関係者組織
- 藤田保健衛生大学短期大学は藤田学園同窓会組織の「短期大学部会」として部会組織に含まれている。

## 施設

### キャンパス
- 短大独自のキャンパスはなく、全て大学と共同使用となっている。

## 対外関係

### 系列校
- 藤田医科大学

## 卒業後の進路について

### 就職について
- 衛生技術科：資格を活かした職に就く人が大部分であった。実績例として長崎大学病院・スズケンなどがある。
- 医療情報技術科：医療機関への就職者が多い。

### 編入学・進学実績
- 系列の藤田保健衛生大学ほか名古屋大学などがあった。